# 椿芽久
椿 芽久（つばき めぐる、1995年2月2日 - ）は、日本の男子バレーボール選手である。

## 来歴
東京都足立区出身。母親の影響で小学5年生からバレーボールを始める。
駿台学園高等学校、東海大学を経て、2016/17シーズン、V.LEAGUE DIVISION2 MEN（V2男子）に所属するVC長野トライデンツの内定選手となった。
2017年、大学卒業後に、VC長野トライデンツに入団した。2017/18シーズンにV・チャレンジリーグIの試合に出場し、Vリーグデビューを果たした。
2018年、新たな国内リーグV.LEAGUEが設立され、VC長野はV.LEAGUE DIVISION1 MEN（V1男子）に所属となり、自身もV1の試合に出場した。
2020年、VC長野の副主将に就任した。
2021年、VC長野の主将に就任した。1シーズン主将を務めた。
2024年、VC長野を退団。

## 所属チーム
- 駿台学園高等学校（2010-2013年）
- 東海大学（2013-2017年）
- VC長野トライデンツ（2017-2024年）